# Casteldidone
Casteldidone é uma comuna italiana da região da Lombardia, província de Cremona, com cerca de 569 habitantes. Estende-se por uma área de 10 km², tendo uma densidade populacional de 57 hab/km². Faz fronteira com Casalmaggiore, Martignana di Po, Piadena, Rivarolo del Re ed Uniti, Rivarolo Mantovano (MN), San Giovanni in Croce.

## Demografia
| Variação demográfica do município entre 1861 e 2011                               |
|                                                                                   |
| Fonte: Istituto Nazionale di Statistica (ISTAT) - Elaboração gráfica da Wikipedia |